# Högdalens AIS
Högdalens AIS (HAIS) är en svensk idrottsförening i Högdalen, Stockholms kommun, bildad 1966.

## Historik
Redan 1961 fanns i Högdalen en förening, som spelade ishockey. Högdalens IC, grundat av Stig Löfving (”Mr Högdalen”). Stig startade verksamheten för att ungdomarna i Högdalen skulle få möjlighet att spela ishockey i S:t Erikscupen. Under 1960-talets början fanns det ett antal fotbollsspelande kvartersgäng i området. Juventus från Harpsundsvägen, Tre Stjärnor från Björksundsslingan, Rondo från villaområdet vid Högdalens sjukhus samt IF Barkätarna från Sjösavägen. Andra lag att nämna är Lejonen, Tegelstapeln, Röda Stjärnan och Zingo.
Den 3 oktober 1966 slogs alla dessa kvartersgäng samman med Högdalens IC och antog namnet Högdalens AIS med Berglund som första ordförande.
Högdalens fotbollssektion sammanslogs med Stureby SK efter säsongen 1975 till Högdalen/Stureby FK men sammanslagningen upplöstes 1978. Klubben har genom åren tävlat i grenar som ishockey, bordtennis, bandy, handboll, basket och boule. Numera tävlar klubben bara i fotboll och innebandy. Innebandydamerna har tagit 4 SM-guld och 3 Europacupsguld, alla i rad.
Föreningen har också en discgolf sektion med Högdalstoppen som hemmabana.

### Fotnoter
1. 1 2 3 4 5 6 7  ”Högdalens AIS | laget.se”. www.laget.se. https://www.laget.se/HAIS/About. Läst 9 december 2024.[död länk]
2. ↑  ”Högdalens AIS”. Svenska Fotbollsklubbar. https://www.svenskafotbollsklubbar.se/showclub.php?clubid=939. Läst 9 december 2024.
3. ↑  ”Clas Glenning Football - 1975”. sites.google.com. https://sites.google.com/view/clasglenningfootball/hem/sweden-historical-tables/1975. Läst 9 december 2024.